# Perisphaerus flexicollis
Perisphaerus flexicollis är en kackerlacksart som först beskrevs av Walker, F. 1868.  Perisphaerus flexicollis ingår i släktet Perisphaerus och familjen jättekackerlackor.
Artens utbredningsområde är Singapore. Inga underarter finns listade i Catalogue of Life.